# Coshocton
Coshocton é uma cidade localizada no estado norte-americano de Ohio, no Condado de Coshocton.

## Demografia
Segundo o censo norte-americano de 2000, a sua população era de 11.682 habitantes.
Em 2006, foi estimada uma população de 11.643, um decréscimo de 39 (-0.3%).

## Geografia
De acordo com o United States Census Bureau tem uma área de
19,7 km², dos quais 19,4 km² cobertos por terra e 0,3 km² cobertos por água. Coshocton localiza-se a aproximadamente 301 m acima do nível do mar.

## Localidades na vizinhança
O diagrama seguinte representa as localidades num raio de 20 km ao redor de Coshocton.